# Schneider CA1
Schneider C.A.1 byl francouzský tank z 1. světové války, vyráběný podnikem Schneider et Cie. Vznikl na základě amerického pásového tahače Holt, který byl ve Francii opancéřován a představen v tajnosti armádním špičkám. Nová zbraň si získala potřebné sympatie a tak byl v roce 1916 představen nový stroj, který neměl předtím obdoby.
Tank Schneider bylo opancéřované vozidlo, které mělo v pravém předním rohu korby střílnu, ve které byl lafetován kanón ráže 75 mm. Sekundární výzbroj byla tvořena dvěma kulomety Hotchkiss ráže 8 mm. Na přední části tanku byla řezačka ostnatého drátu. Motor se nacházel v levé přední části tanku. V zadní části byly dvoje dveře pro osádku. Tanky Schneider byly neohrabané, měly krátký podvozek a dlouhou korbu, což omezovalo jejich průchodnost terénem. Trpěly též nedostatečnou ventilací bojového prostoru. Celkem bylo vyrobeno 400 kusů.
Tank Schneider byl poprvé nasazen 16. dubna 1917 na Chemin des Dames v rámci takzvané Nivellovy ofenzívy. Ze 132 nasazených tanků jich bylo 57 zničeno, další byly neopravitelně poškozeny. Většina zničených tanků připadla na vrub explozi palivových nádrží, které se nacházely poblíž střílen pro kulomety.
Tyto tanky nahradily dřívější prototypy pancéřových strojů, které měly překonávat nepřátelské zákopy a ostnaté dráty. Takovým předchůdcem tanku byl například neohrabaný Boiraultův stroj, který se však neosvědčil a jeho koncept byl definitivně opuštěn v roce 1916 (dostalo se mu dokonce přezdívky Diplodocus militaris).